# Linkin Park
Linkin Park ist eine im Jahr 1996 unter dem Namen Xero in Agoura Hills, Los Angeles County (Kalifornien) gegründete US-amerikanische Band, die zumeist den Musikstilen Nu Metal, Alternative Rock, Rap Rock und Electro Rock zugeordnet wird. Nachdem 1999 Chester Bennington der Band als Frontsänger beigetreten war, benannte sich die Band zunächst in Hybrid Theory und nur kurze Zeit später in Linkin Park um.
Bereits mit ihrem Debütalbum Hybrid Theory im Jahre 2000 gelang der Band der internationale Durchbruch. In den folgenden Jahren veröffentlichte die Band mit Meteora (2003), Minutes to Midnight (2007), A Thousand Suns (2010), Living Things (2012), The Hunting Party (2014) und One More Light (2017) sechs weitere Studioalben. Mit mehr als 160 Millionen verkauften Alben und Singles ist Linkin Park eine der kommerziell erfolgreichsten Bands des 21. Jahrhunderts.
Am 20. Juli 2017 verstarb Chester Bennington. Nach dem Tod des Frontsängers zog sich die Band zunächst zurück, veröffentlichte in den folgenden Jahren aber Jubiläumsalben mit unveröffentlichten Songs. Im September 2024 gaben sie ihr Comeback bekannt. Linkin Park besteht derzeit aus den Gründungsmitgliedern Mike Shinoda (u. a. Sänger und Rhythmusgitarrist), Brad Delson (Leadgitarrist), Dave Farrell (E-Bassist) und Joseph „Joe“ Hahn (DJ) sowie der Sängerin Emily Armstrong und Colin Brittain am Schlagzeug.

## Geschichte

### Entstehung und Namensänderung (1996–1999)
1991 besuchten Mike Shinoda und Brad Delson, die sich schon aus der Agoura Highschool in Kalifornien kannten, ein Konzert der Thrash-Metal-Band Anthrax, die zusammen mit der Hip-Hop-Gruppe Public Enemy auftrat. Dies soll die Inspiration für die Gründung einer Band gewesen sein.

Ehemaliges Hybrid-Theory-Logo vor der Umbenennung in Linkin Park

1996 gründeten Shinoda und Delson mit dem Schlagzeuger Rob Bourdon, ihrem Schulkameraden, in Los Angeles die Band Xero. Später stieß der DJ Joe Hahn – ein Kommilitone des Kunststudenten Shinoda – zur Band. Dave Farrell, ein Mitbewohner von Delson, komplettierte die Band vorläufig. Sänger der Band war zuerst Mark Wakefield, der bereits nach dem Einspielen eines Demos ausstieg, weil es ihnen keinen Plattenvertrag einbrachte. Delson hatte zu der Zeit bereits Kontakt zu Jeff Blue, dem Vize-Präsidenten der Warner Music Group. Über diesen fanden sie als Ersatz am Gesang Chester Bennington, den vorherigen Sänger der Post-Grunge-Band Grey Daze. Um das Demo zu singen, schloss sich Bennington drei Tage lang in einem kleinen Studio ein, worauf er es über Telefon der Band vorspielte. Dies überzeugte die Band, ihn aufzunehmen. Um sich voll auf die Band konzentrieren zu können, kündigte Bennington seine Arbeit und zog mit seiner Frau von Arizona nach Kalifornien. Nach seinem Hinzukommen im Jahre 1999 benannte sich die Band in Hybrid Theory um, was später auch der Titel des ersten Albums werden sollte. Aufgrund möglicher rechtlicher Probleme (es existierte schon eine andere Band unter diesem Namen) wurde eine zweite Umbenennung vorgenommen und man einigte sich auf Linkin Park. Wenig später nahm Jeff Blue die Band unter Vertrag.

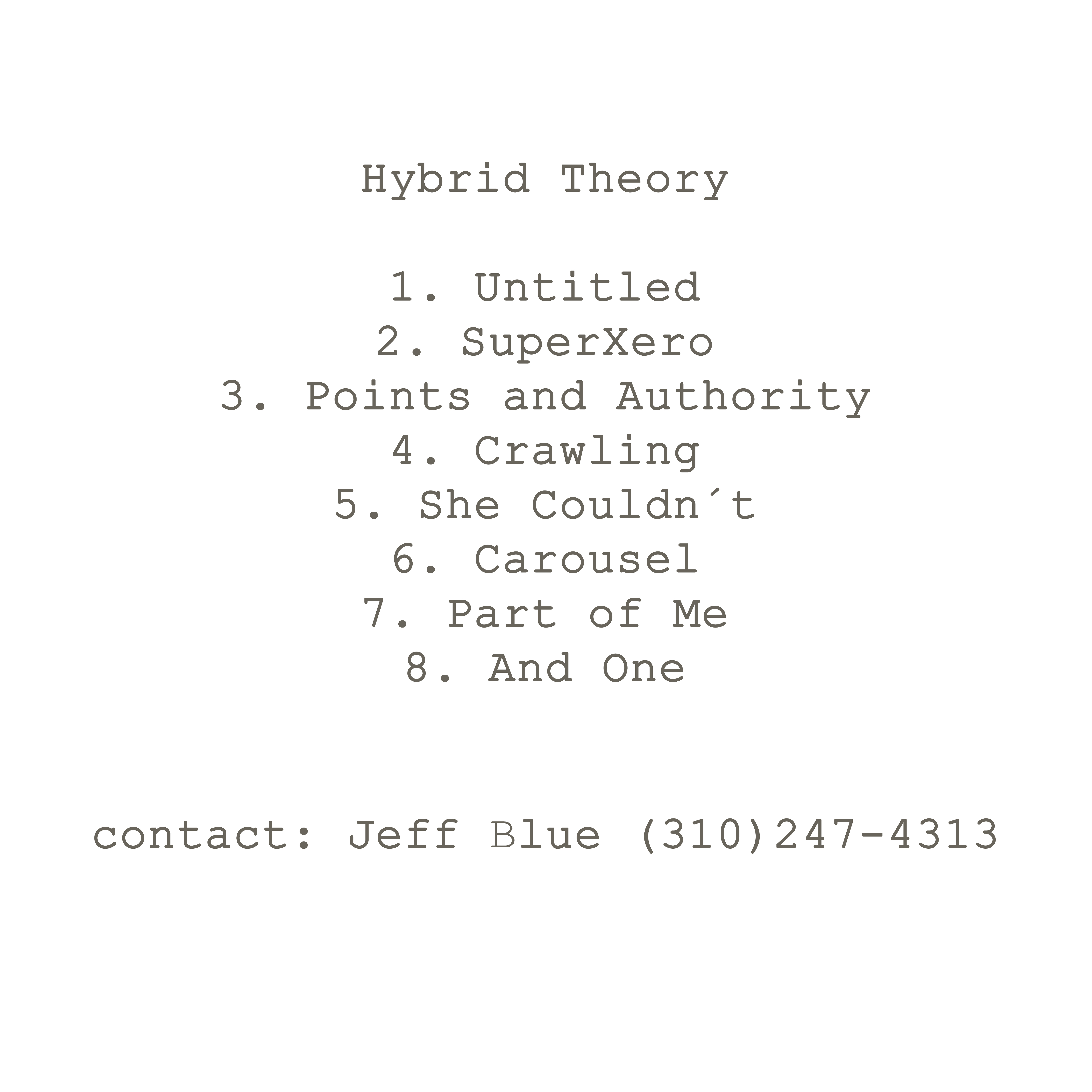
Hybrid Theory 8-Track-Demo

Dieser Name geht auf den Lincoln Park in Santa Monica zurück, welcher heute aber eine andere Bezeichnung trägt. Weil es unzählige Lincoln Parks in den USA gibt, wurde die anfangs überregional unbekannte Band laut eigener Aussage häufig für eine neue Nachwuchsgruppe aus der Gegend gehalten und kam auf diese Weise schnell zu Aufmerksamkeit.
Die Abwandlung der Schreibweise in Linkin Park war rein pragmatischer Art, denn die Band wollte sich eine .com-Domain sichern. Erleichtert wurde diese Entscheidung dadurch, dass man Lincoln Park in Kalifornien tatsächlich wie Linkin Park ausspricht. Die Website wurde am 24. Mai 2000 registriert.

### Erstes Album und schnelle Erfolge (1999–2002)
Die Band nahm 1999 ihre erste EP mit dem Titel Hybrid Theory EP auf, zu dem Zeitpunkt noch unter dem Bandnamen Hybrid Theory.
Zwischen März und Juni 2000 arbeitete Linkin Park am gleichnamigen Album Hybrid Theory bei NRG Recordings in North Hollywood, worauf es am 24. Oktober 2000 in den USA veröffentlicht wurde. Das Album war ein massiver Erfolg. Im Debüt-Jahr wurden 4,8 Millionen Exemplare des Albums verkauft. Die Single-Auskopplungen One Step Closer und Crawling dominierten die Charts in vielen Nationen.
Die Band gewann den Grammy Award for Best Hard Rock Performance für Crawling und wurde für den Grammy in den Kategorien Best New Artist und Best Rock Album nominiert.
Das Album schaffte es in die Top 20 der Billboard-Charts und erhielt nach nur drei Wochen die Goldene Schallplatte. Auf der folgenden Tour als Vorband für die Deftones konnten Linkin Park auch vor großem Publikum überzeugen und erhielten wohlwollende Kritiken.

### ReanimationundMeteora(2002–2004)
Im Jahr 2002 veröffentlichte die Band das Album Reanimation, ein hauptsächlich auf Hybrid Theory basierendes Remixalbum. Auf vielen Liedern kollaborierte Linkin Park mit anderen Musikern und Rappern, z. B. DJ Babu. Die Namen der einzelnen Lieder leiteten sich von den Namen ihrer Vorlagen her, so wurde z. B. aus Forgotten der Titel Frgt/10.
Im Dezember 2002 gab die Band offiziell bekannt, dass sie an einem neuen Album arbeiten. Das Album wurde am 25. März 2003 als Meteora veröffentlicht, worauf es sofort weltweite Anerkennung erhielt. Linkin Park führte auf Meteora die Abwechslungen aus den gesungenen Teilen von Bennington und den gerappten Teilen von Shinoda fort, setzte dabei aber auf weitere innovative Elemente wie den Einsatz einer Shakuhachi, einer japanischen Bambuslängsflöte. Der Albumtitel referenziert die griechische Gebirgsregion Meteora, von der die Bandmitglieder nach eigenen Angaben inspiriert worden waren.
Von Meteora wurden allein in der ersten Woche rund 800.000 Exemplare verkauft. Die Singles des Albums, z. B. Numb, erreichten große Radio-Präsenz. Im Oktober 2003 hatte Linkin Park schon 3 Millionen Mal das Album verkauft.

### Nebenprojekte (2004–2006)
Nach dem Erfolg von Meteora konzentrierten sich die Mitglieder Linkin Parks auf verschiedene Nebenprojekte. Chester Bennington gründete die Band Dead by Sunrise, nachdem er Songs geschrieben hatte, die er als zu moody für Linkin Park empfand. Mike Shinoda gründete 2004 Fort Minor, woraufhin er im nächsten Jahr das erste Album von Fort Minor herausbrachte, The Rising Tied, und arbeitete mit Depeche Mode zusammen. 2004 arbeitete die Band wieder mit Jay-Z zusammen, um mit ihm das neue Album Collision Course zu veröffentlichen.
Bei den Grammy Awards 2006 spielten Linkin Park mit Jay-Z Numb/Encore, ein Lied aus Collision Course, das für den Grammy nominiert wurde, worauf Paul McCartney mit auf die Bühne kam und Verse aus Yesterday hinzufügte.

### Minutes to Midnight(2006–2008)

Linkin-Park-Logo (2007–2010)

Linkin-Park-Symbol (bis 2024)

2006 begann die Band an einem neuen Album zu arbeiten, wofür sie Rick Rubin als Produzent wählten. Im Mai meinte Shinoda, dass Linkin Park noch im selben Jahr ein neues Album herausbringen werde, was sich als falsch herausstellte. Im September fügte Bennington hinzu, dass das neue Album vom alten Nu-Metal Stil abweichen werde. Warner Bros. Records gab schließlich bekannt, dass das Album Minutes to Midnight am 15. Mai in den USA veröffentlicht werde.
Im August 2006 traten Linkin Park als Vorband von Metallica auf dem Festival Summer Sonic in Japan auf. Sie stellten dabei das bislang unveröffentlichte Lied QWERTY und Reading My Eyes (vom Xero-Mixtape) vor. Reading My Eyes ist auf dem rein für Fanclubmitglieder erhältlichen Sampler Linkin Park Underground V6.0 und auf dem 2020 erschienenen Jubiläumsalbum Hybrid Theory 20th Anniversary Edition erhältlich. Das Stück Qwerty findet man auf den Undergroundalben Songs from the Underground und A Decade Underground wieder.
Das Album Minutes to Midnight erschien in Deutschland am 11. Mai 2007, mit What I’ve Done wurde vorab zum 4. Mai eine Single weltweit veröffentlicht. Das Album zeigt die Band, wie zuvor mehrmals angekündigt, stilistisch stark verändert. Die Nu-Metal- und Crossoverelemente sind nur noch sporadisch zu vernehmen und die Musik geht insgesamt mehr in Richtung Alternative Rock. Der sonst charakteristische Wechselgesang zwischen Bennington und Shinodas Raps ist ebenso gewichen und wird nur noch auf einem einzigen Lied (Bleed It Out) derart eingesetzt. Die Texte der neuen Lieder setzen sich auch mit aktuellen politischen Geschehnissen auseinander, so wird in Hands Held High der Irakkrieg kritisiert, in The Little Things Give You Away das Verhalten der US-amerikanischen Regierung beim Hurricane Katrina angeprangert, No More Sorrow richtet sich gegen George W. Bush.
Im Sommer 2007 spielten Linkin Park unter anderem als Headliner auf den Festivals Rock am Ring, Rock im Park und dem Live-Earth-Konzert in Chiba (Japan). Aus einer Kollaboration mit Busta Rhymes entstand das Stück We Made It, das als Promo-Single für dessen Album Back on My B. S. veröffentlicht wurde, auf dem Album selbst jedoch nicht zu hören ist.

### A Thousand Suns(2008–2011)
Im Jahre 2009 veröffentlichte Linkin Park die EP Songs from the Underground. Dort erschien auch der Song QWERTY, der vorher nur für Mitglieder des Fanclubs Linkin Park Underground erhältlich war. Am 18. Mai 2009 erschien die Single New Divide als Titellied zum Film Transformers – Die Rache. Bereits zum ersten Transformers-Film steuerten Linkin Park das Lied What I've Done bei. Zum Erdbeben in Haiti 2010 steuerten Linkin Park den Titel Not Alone dem Album Download to Donate bei.
Am 8. September 2010 wurde das erneut von Rick Rubin und Mike Shinoda produzierte Album A Thousand Suns veröffentlicht. Anfang August erschien mit The Catalyst die erste vorab-Single. Am 2. September verschickten Linkin Park exklusiv den Song Wretches and Kings an alle Leute, die das Album über die offizielle Webseite vorbestellt hatten. Zudem wurde am 3. September die zweite Single Waiting for the End angekündigt, die ab 7. September im Radio zu hören war.
Vierte Single und gleichzeitig der Titelsong zu Transformers 3 wurde Iridescent. Zudem traten sie am 4. Juli bei dem iTunes Festival 2011 auf, wovon sie dann auch auf iTunes eine EP veröffentlichten. Bei dem Auftritt spielten sie auch den Song Rolling in the Deep von Adele.

### Living ThingsundRecharged(2011–2013)
Im Juni 2011 kündigte Chester Bennington an, dass an einem weiteren, fünften Studioalbum gearbeitet werde. Dem Magazin Kerrang erzählte er, dass für jenes wieder eine neue musikalische Stilrichtung angestrebt wird. Seiner Meinung nach könnte diese wohl polarisierend sein.
Wie auch bei den letzten zwei Alben, Minutes to Midnight und A Thousand Suns, war Rick Rubin wieder Produzent. Er sagte, dass es für den aktuellen Zeitpunkt in der Entwicklung im Vergleich zu den anderen Alben einen bedeutenden Fortschritt gebe. Es werde sich typischerweise einmal in der Woche getroffen, um über Songs zu reden, die die Band entwickelt hat.
Außerdem verriet Bennington dem Rolling Stone im Juli, dass für weitere Alben ein 18-Monate-Rhythmus angestrebt werde und er erschrocken sein würde, wenn 2012 kein Album erscheinen würde. Es werde weiterhin neues Material produziert, auch während Tourneen.
Im März 2012 sagte Brad Delson, dass das Album für Mitte des Jahres geplant sei. Die Vorabsingle Burn It Down wurde am 16. April 2012 veröffentlicht.
Am 15. April 2012 gab Mike Shinoda auf seinem Blog bekannt, dass das Album Living Things heißen werde. Einen Tag darauf veröffentlichten sie das Albumcover und gaben auch bekannt, dass das Album am 26. Juni erscheinen werde. Das Album werde wieder mehr persönliche Themen ansprechen. Am 25. Juni wurde das Berliner Konzert aus dem Admiralspalast vom 5. Juni in einer Spezialübertragung in mehr als 500 US-Kinos gezeigt.
Living Things behielt zwar den elektronischen Sound des Vorgängers, allerdings wurden wieder vermehrt Gitarren verwendet und auch der charakteristische Metalsound war wieder zu hören. Außerdem hört man auf dem Album wieder mehr Rap-, aber auch Gesangseinlagen von Mike Shinoda, sowie das markante „Screaming“ von Chester Bennington.
Die vorab veröffentlichten Singles konnten wieder mehr an älteren Erfolg anknüpfen.
Am 12. September 2013 verkündeten sie das Erscheinen eines Remixalbums mit dem Namen Recharged, das in Deutschland am 25. Oktober erschien. Darauf befinden sich Remixes von Songs aus Living Things, sowie der Titel A Light That Never Comes, den sie zusammen mit dem DJ Steve Aoki produzierten und als Vorabsingle veröffentlichten. Mike Shinoda sagte zwar, dass er ursprünglich nicht vorhatte, nach Reanimation noch ein Remixalbum zusammenzustellen, dass die zahlreichen Neuinterpretationen die Band nun jedoch dazu bewegt hätten. Die Remixes auf Recharged reichen von House- über Dubstep- zu Hip-Hop-Neuinterpretationen. Ebenfalls am 12. September erschien ihr Videospiel LP Recharge, über das ihre Fans die neue Single freispielen konnten.

### The Hunting PartyundOne More Light(2013–2017)
Als sechstes Studioalbum wurde am 13. Juni 2014 The Hunting Party veröffentlicht. Ebenfalls im Sommer 2014 fand die Carnivores-Tour mit Thirty Seconds to Mars als Co-Headliner sowie AFI statt. Der Name leitet sich von Shinodas Meinung ab, dass Rockmusik heutzutage zu „herbivorisch“, also zu „soft, unbestimmt und gleichgültig“ geworden sei, was er gerne ändern wolle. Dementsprechend sollte das Album auch das bisher „lauteste“ werden. Vor allem wurden die Gitarren und das Schlagzeugspiel intensiviert. Der Sänger Page Hamilton (Helmet) und die beiden bekannten Gitarristen Daron Malakian (System of a Down, Scars on Broadway) und Tom Morello (Rage Against the Machine) liefern zudem Gastbeiträge. Nachdem zuletzt Rick Rubin dreimal Musikproduzent für Linkin Park war, produzierte diesmal Mike Shinoda selbst das Album.

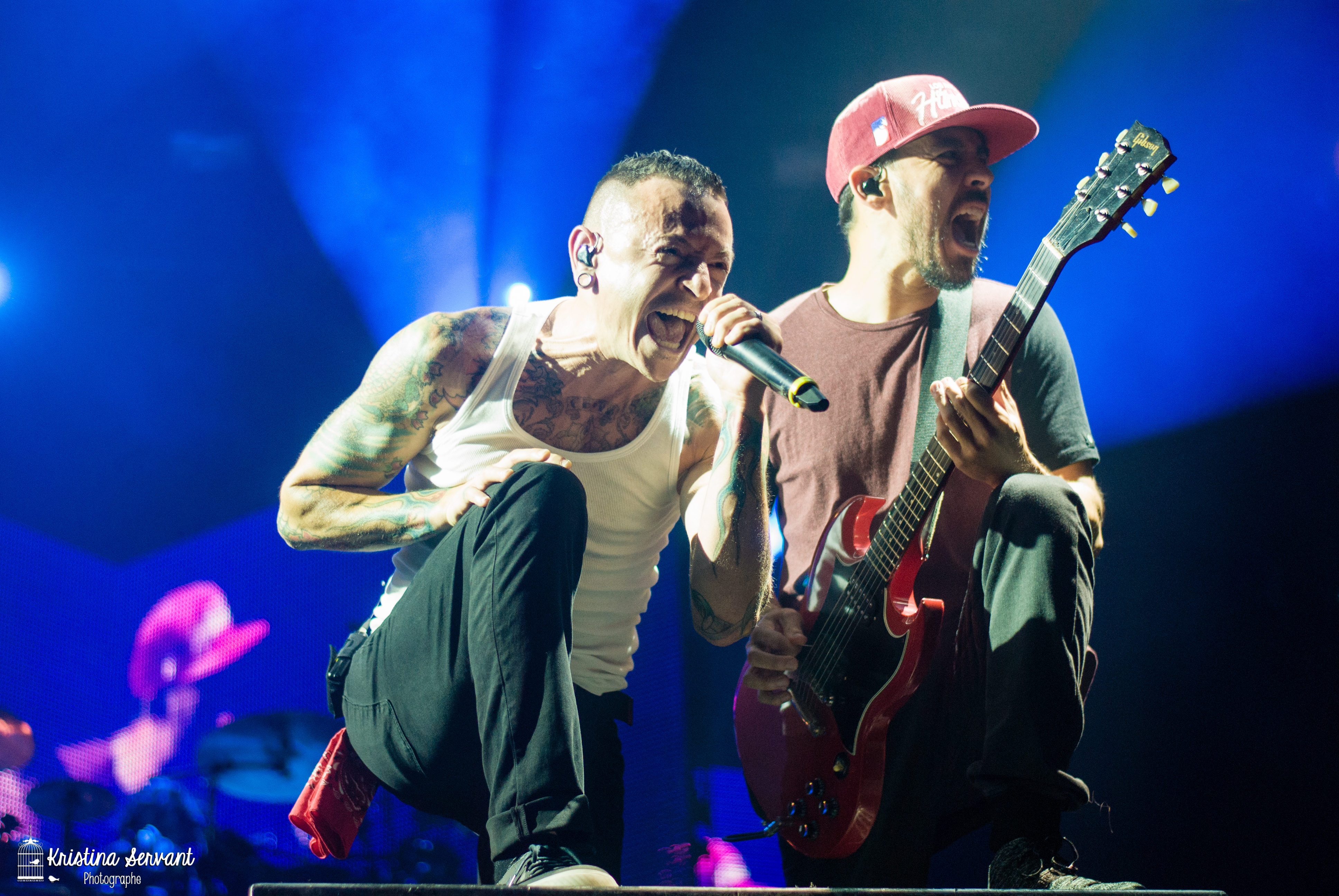
Bennington (links) und Shinoda im August 2014

Die Vorabsingle Guilty All the Same, die zusammen mit dem Rapper Rakim entstand, ist seit dem 7. März 2014 als Download erhältlich. Die zweite Single Until It’s Gone wurde am 6. Mai 2014 veröffentlicht, in Deutschland ist sie seit dem 30. Mai erhältlich. Auch Wastelands und Rebellion (feat. Daron Malakian) erschienen vorzeitig.
Am 12. September 2014 wurde die Single Final Masquerade in Deutschland veröffentlicht. Die Single erreichte Platz 70 und konnte sich neun Wochen in den Charts halten. In Österreich (Platz 65) und der Schweiz (Platz 64) war sie jeweils drei Wochen lang in den Charts vertreten.
Anfang 2016 gab die Band bekannt, dass man mit den Aufnahmen für ein neues Studioalbum begonnen habe. Am 16. Februar 2017 wurde die Single Heavy, die in Zusammenarbeit mit der Sängerin Kiiara entstanden ist, veröffentlicht. Das Lied ist die Lead-Single des neuen Albums One More Light, welches am 19. Mai 2017 veröffentlicht wurde. Sie hielt sich in Österreich acht Wochen und in der Schweiz sechs Wochen lang in den Charts. Die Lieder Battle Symphony und Good Goodbye, in Zusammenarbeit mit Pusha T und Stormzy, wurden als Lyrics-Videos veröffentlicht. Ebenfalls wurde das Lied Invisible als Lyrics-Video am 11. Mai 2017 veröffentlicht.

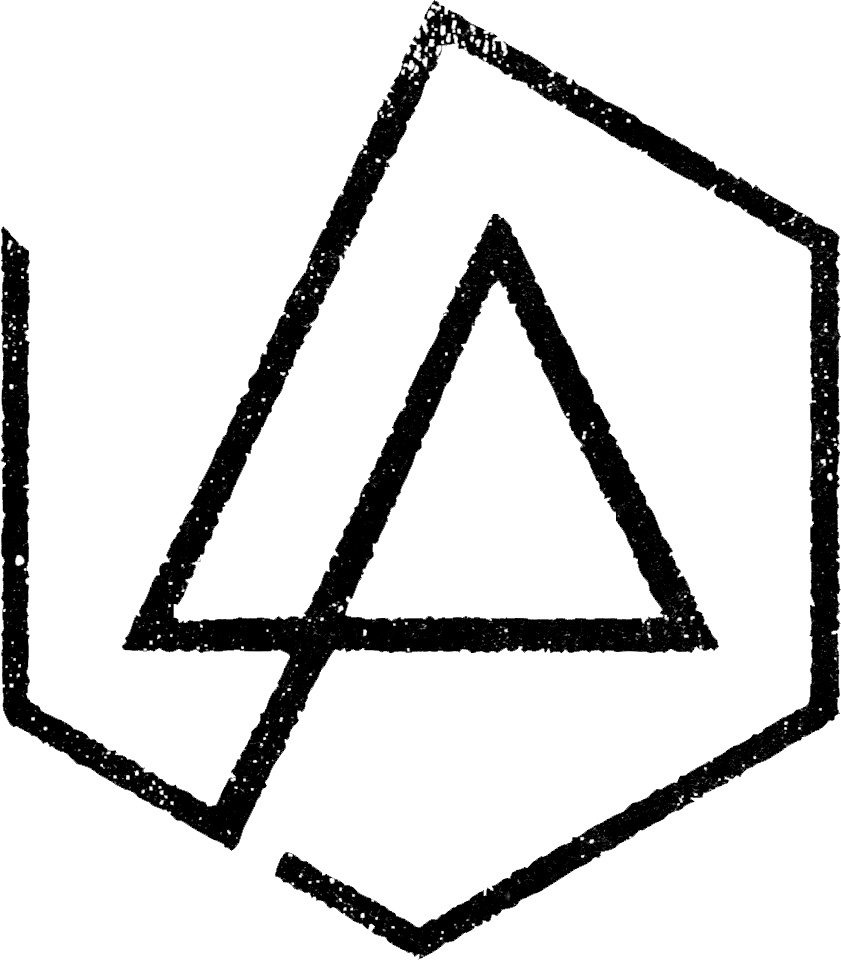
Linkin Parks Logo nach Chester Benningtons Tod, bei dem eine Seite des Sechsecks, welches die sechs Bandmitglieder symbolisiert, entfernt wurde.

Am 20. Juli 2017 wurde der Sänger Chester Bennington tot aufgefunden; er hatte Suizid begangen. Daraufhin wurde die Tour zum Album One More Light abgebrochen.
Am 18. September 2017 veröffentlichte Linkin Park das Musikvideo zu One More Light in Gedenken an Chester Bennington. Am Ende des offiziellen Videos wird folgender Text eingeblendet:
Chester,

You ignited a flame of passion, laughter & courage in our hearts forever

We miss you, brother.

–Joe, Mike, Brad, Dave & Rob
Chester,

Du hast eine Flamme aus Leidenschaft, Lachen & Mut für immer in unseren Herzen entzündet.

Wir vermissen dich, Bruder.

–Joe, Mike, Brad, Dave & Rob

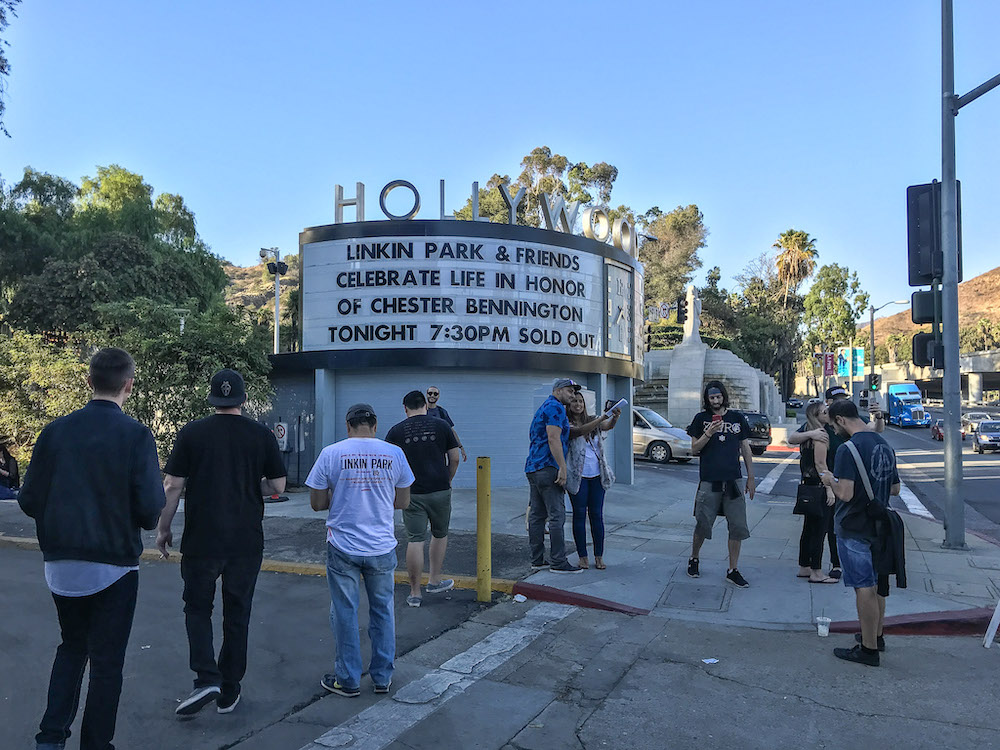
Das Abschiedskonzert im Jahr 2017 fand in Los Angeles statt.

Am 27. Oktober 2017 fand ein Tribut-Konzert für Chester Bennington statt. Unter anderem nahmen daran Kiiara, Blink-182, Korn, Steve Aoki, Sum 41, System of a Down, Avenged Sevenfold und A Day to Remember teil. Die Show wurde per Livestream über YouTube übertragen. Das Lied Looking for an Answer wurde während der Show uraufgeführt. Daraufhin wurde, ebenfalls in Gedenken an Chester Bennington, das Live-Album One More Light Live am 15. Dezember 2017 veröffentlicht. Dieses enthält 16 Live-Aufführungen von Liedern aus verschiedenen Alben der Band, die während der One-More-Light-Tour gespielt wurden.

### Nach Chester Benningtons Tod (2018–2024)
Mike Shinoda ließ 2018 über verschiedene Kanäle (u. a. über Twitter) verlauten, dass die Band weitermachen werde. Er und die übrigen Bandmitglieder hätten die Absicht geäußert, die Band fortbestehen zu lassen, jedoch bedürfe es Zeit, über die Zukunft der Band zu entscheiden. Im Februar 2019 gab Shinoda in einem Interview bekannt, dass zwar nicht explizit nach einem neuen Sänger gesucht werde, Linkin Park aber einer Zusammenarbeit mit einem neuen Sänger offen gegenübersteht, sofern dieser auf „natürliche Weise“ die Band finden und ergänzen würde. Eine mögliche Tour oder einzelne Konzerte mit einem Hologramm Benningtons schloss Shinoda im Jahr 2017 kategorisch aus.
Außerhalb der öffentlichen Wahrnehmung begannen Shinoda, Farrell und Hahn 2019, gemeinsam an neuer Musik zu arbeiten, und während Delson einige Zeit später wieder zu ihnen stieß, entschied sich Bourdon, die Band zu verlassen. Die verbliebenen vier Bandmitglieder setzten ihren kreativen Prozess von One More Light fort, mit verschiedenen Künstlern in Sessions zusammenzuarbeiten. Zu jenem Zeitpunkt war unklar, ob die hierbei entstehenden Songs unter einem neuen Bandnamen veröffentlicht werden würden.
Anlässlich des 20-jährigen Jubiläums ihres Debütalbums Hybrid Theory erschien am 9. Oktober 2020 eine 20th Anniversary Edition, die in verschiedenen Versionen mit Demos, B-Seiten und dem Remix-Album Reanimation veröffentlicht wurde. Daraus wurde am 13. August die Single She Couldn't ausgekoppelt. Auch vor dem 20-jährigen Jubiläum ihres Albums Meteora kam es am 10. Februar 2023 zu einer zusätzlichen Veröffentlichung. Dabei wurde die bisher unveröffentlichte Single Lost präsentiert, bei der auch Bennington zu hören ist. Daraufhin erschien am 7. April 2023 das Jubiläumsalbum Meteora 20th Anniversary Edition.
Als im Umfeld des kommerziellen Erfolgs dieses Albums Anfragen von Veranstaltern bei Linkin Park eintrafen, ob die Band wieder Konzerte spielen würde, begannen bandinterne Überlegungen über ein Line-Up. Im Herbst 2023 wurden Emily Armstrong und Colin Brittain, die in den Jahren zuvor bereits mit Linkin Park in Studiosessions zusammengearbeitet hatten, als Bandmitglieder aufgenommen. Dies wurde vorerst unter Verschluss gehalten. Die reformierte Band arbeitete in der Folge daran, die entstandene neue Musik in Albumform zu bringen und eine Tournee vorzubereiten.
2024 veröffentlichte die Band die Single Friendly Fire zum Best-of-Album Papercuts (Singles Collection 2000–2023). Der Song entstand 2017 während der Aufnahmen für das siebte Linkin-Park-Album One More Light.

### Comeback undFrom Zero(seit 2024)

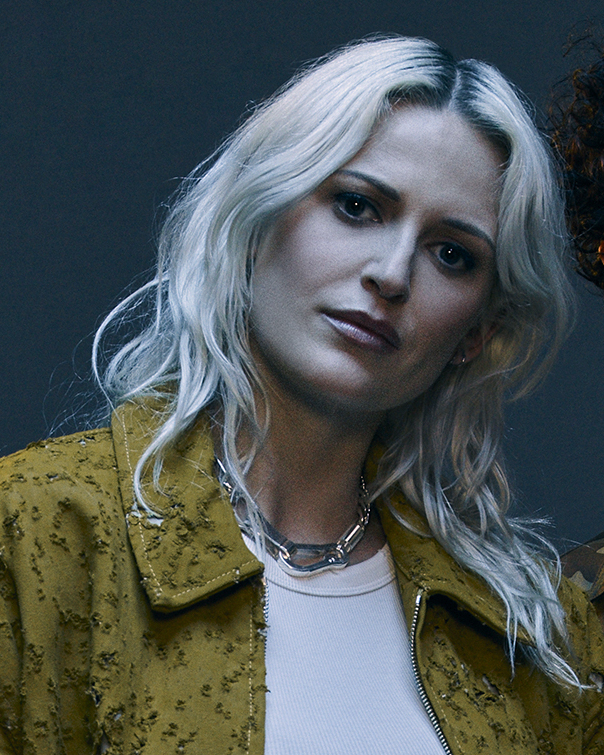
Emily Armstrong ist seit 2024 die neue Sängerin von Linkin Park

Im Frühjahr 2024 wurde über ein Comeback von Linkin Park spekuliert. Billboard berichtete über Hinweise anonymer Quellen, dass die Künstleragentur WME Angebote für Tour- und Festival-Termine einhole.
Im Rahmen eines per Livestream übertragenen Konzerts kündigte Linkin Park Anfang September Emily Armstrong von Dead Sara als neue Sängerin der Band an. Zudem wurden der Abgang von Rob Bourdon und sein Ersatz durch Colin Brittain als Schlagzeuger bekannt gemacht. Außerdem veröffentlichte Linkin Park The Emptiness Machine, die Leadsingle des Albums From Zero, das am 15. November 2024 erschien.
Am 11. September 2024 spielten Linkin Park ihr erstes offizielles Konzert in neuer Besetzung im Kia Forum in Inglewood zum Auftakt ihrer sechs Stationen umfassenden From Zero-Welttournee. Zwei Tage darauf wurde The Emptiness Machine die erste Nummer-Eins-Single in Deutschland in der Bandgeschichte.

## Stil
Linkin Park wird aufgrund ihres Crossovers von Rock und Metal mit Hip-Hop-Elementen und Electronica häufig dem Alternative Metal bzw. Alternative Rock oder Nu Metal zugeordnet.
Großen Raum nimmt in Linkin Parks Musik das Zusammenspiel der beiden Vokalisten Bennington und Shinoda ein. Bennington agierte dabei als Lead-Sänger, Shinoda übernimmt die Rap-Parts und tritt erstmals auf dem dritten Album Minutes to Midnight (2007) als Sänger in Erscheinung. Mit diesem Album erweiterte die Band ihre musikalische Bandbreite, nur noch auf vereinzelten Songs waren Raps zu hören.
Auf dem 2010 folgenden A Thousand Suns nutzte Linkin Park vermehrt elektronische Drumbeats, das Album gilt als Wendepunkt der Band hin zu einem Electronica-lastigeren Ansatz. Living Things ist ebenso elektronisch geprägt, erscheint durch weitere Einflüsse aber in Gesamtsicht wieder härter.
Mit dem 2014 erschienenen The Hunting Party bewegte sich die Musik wieder mehr in Richtung Alternative Metal. Das 2017 erschienene Album One More Light enthält vor allem Titel, die der Popmusik zuzuordnen sind.

## Erfolg und Rezeption

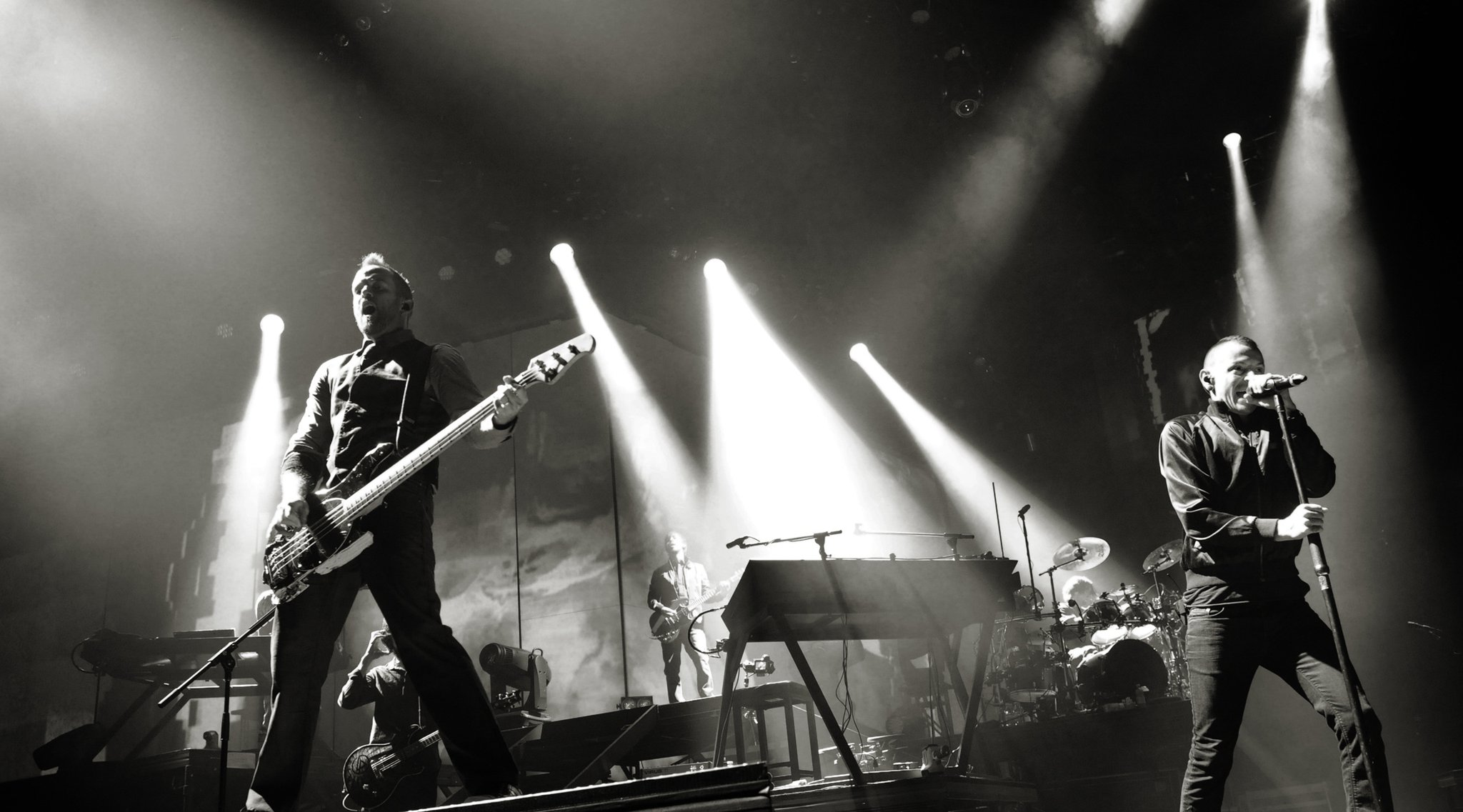
Linkin Park in Berlin, 2010

Mit ihrem Debütalbum Hybrid Theory im Jahre 2000, das mit weltweit über 30 Millionen Einheiten das fünftmeist verkaufte Album des 21. Jahrhunderts ist, gelang der Band der internationale Durchbruch. Mit mehr als 130 Millionen verkauften Alben und Singles ist Linkin Park eine der kommerziell erfolgreichsten Bands des 21. Jahrhunderts. Seit der Jahrtausendwende hat keine andere Band mehr Albumspitzenplätze in den USA verbuchen können als Linkin Park. Der von Linkin Park vollzogene steile Aufstieg ab ihrem 2000 veröffentlichten Debütalbum wurde von Fans und Kritikern oft kritisch begleitet.
Galt Hybrid Theory noch „als gelungener Drahtseilakt zwischen Kunst und Kommerz“, der die Band auch für den Mainstream interessant machte, so ließen wegen des „offensichtlichen Pop-Appeals und der damit einhergehenden Hysterie pubertierender weiblicher Fans“ bei umjubelten Auftritten bei Top of the Pops und ähnlichen Formaten Vorwürfe, die Band sei nur ein weiteres kommerzielles Produkt für den Massenmarkt, nicht lange auf sich warten. Eine starke Präsenz in Jugendmagazinen wie der Bravo führte dazu, dass der Musikgruppe schnell ein „Stigma der Boygroup des NuMetal“ anhaftete.
Mit Meteora brachten Linkin Park ein Album auf den Markt, das sich musikalisch kaum vom Vorgänger abhob und als „Nummer-sicher-Kopie … wie ein berechnetes Produkt“ anmutete und damit erneut „kommerziell wie nichts Gutes“ war. laut.de kategorisierte das Album als „Fast-Food-Nu-Metal“, das Kritikern, die der Band Ausverkauf vorwarfen, in die Hände spiele. Andere Kritiker sehen trotz der musikalischen Ähnlichkeit ein gut funktionierendes Konzept sowie abwechslungsreichere und durchdachtere Melodien. Generell bekam das Album eher positive Resonanz und konnte die meisten Kritiker überzeugen.
Mit Minutes to Midnight sei die „Anbiederung an den Pop-Mainstream dramatisch“ ausgefallen. Die Lieder seien „schön radio- und kinderzimmertauglich“ und die „bis ins kleinste Detail glattgebürsteten Tracks“ als reiner „Wegwerfartikel“ zu verstehen. Spiegel Online greift den vielfach zu vernehmenden Vorwurf „Dreck, weil zu kommerziell“ bezüglich des Albums aus dem Jahr 2007 jedoch derart auf, als dass sie diesen Angriff auch schon für die beiden vorhergehenden Veröffentlichungen für begründet halten. Neider werden „ihr Feindbild in Linkin Park wieder bestätigt sehen, weil Massenkompatibilität und Authentizität für viele einen Gegensatz darstellen.“ Allerdings wird dem Album auch ein erwachsenerer Sound zugesprochen. Linkin Park habe sich von dem „Emo-Teenie-Fan“ gelöst und würden nun anspruchsvollere, kritischere und kreativere Musik machen.
Auch bei den Nachfolgealben kommt immer wieder der Sell-Out-Vorwurf hoch.
Visions erklärte den Erfolg der Band hierdurch, dass Linkin Park die Band sei, die die Bedürfnisse ihrer Fans immer am zuverlässigsten erfülle. Der Radiorock der Band sei geprägt von den „härtesten weichen Gitarren der Welt“.

## Auszeichnungen
Linkin Park wurde eine Vielzahl von Musikauszeichnungen verliehen, eine kleine Auswahl soll im Folgenden angeführt werden:
- Echo
  - 2002: für „beste internationale Band“
  - 2008: für „beste internationale Band“
  - 2011: für „beste Gruppe Rock/Alternative international“
  - 2013: für „beste Gruppe Rock/Alternative international“

- MTV EMA
  - 2002: für Best Rock
  - 2002: für Best Group
  - 2004: für Best Rock
  - 2007: für Best Band
  - 2009: für Best World Stage Live-Performance[97]
  - 2010: für Bester Live-Act
  - 2011: für Best Rock
  - 2012: für Best Rock
  - 2013: für Best World Stage
  - 2014: für Best Rock

- MTV Video Music Award
  - 2002: für Best Rock Video (In the End)
  - 2003: für Best Rock Video (Somewhere I Belong)
  - 2004: für Viewer's Choice Award (Breaking the Habit)
  - 2008: für Best Rock Video (Shadow of the Day)

- Grammy 
  - 2002: für Best Hardrock (Crawling)
  - 2006: für Best Rap/Sung Collaboration (Numb/Encore (mit Jay-Z))

- World Music Award
  - 2002: Best Selling Rock Group
  - 2003: Best Selling Rock Group
  - 2007: Best Selling Rock Group

- MTV Video Music Awards Japan 2005 als Best Group Video (Breaking the Habit) und Best Collaboration Video (Numb/Encore)

- SoundScan/Billboard als Bestverkaufende Band des Jahrzehnts

## Music for Relief
Music for Relief ist eine 2004 von Linkin Park ins Leben gerufene Hilfsorganisation, die nach dem Erdbeben im Indischen Ozean gegründet wurde. Ziel ist die finanzielle Unterstützung humanitärer Aufbauhilfe nach Naturkatastrophen und die Förderung von Umweltschutzprogrammen, insbesondere Aufforstungen und die Aufklärung der Öffentlichkeit über die ökologischen Konsequenzen des globalen Klimawandels. MFR wird auch von namhaften Bands und Musikern wie zum Beispiel KoRn, Jay-Z, Céline Dion oder R.E.M. unterstützt.

## Bandmitglieder

### Emily Armstrong

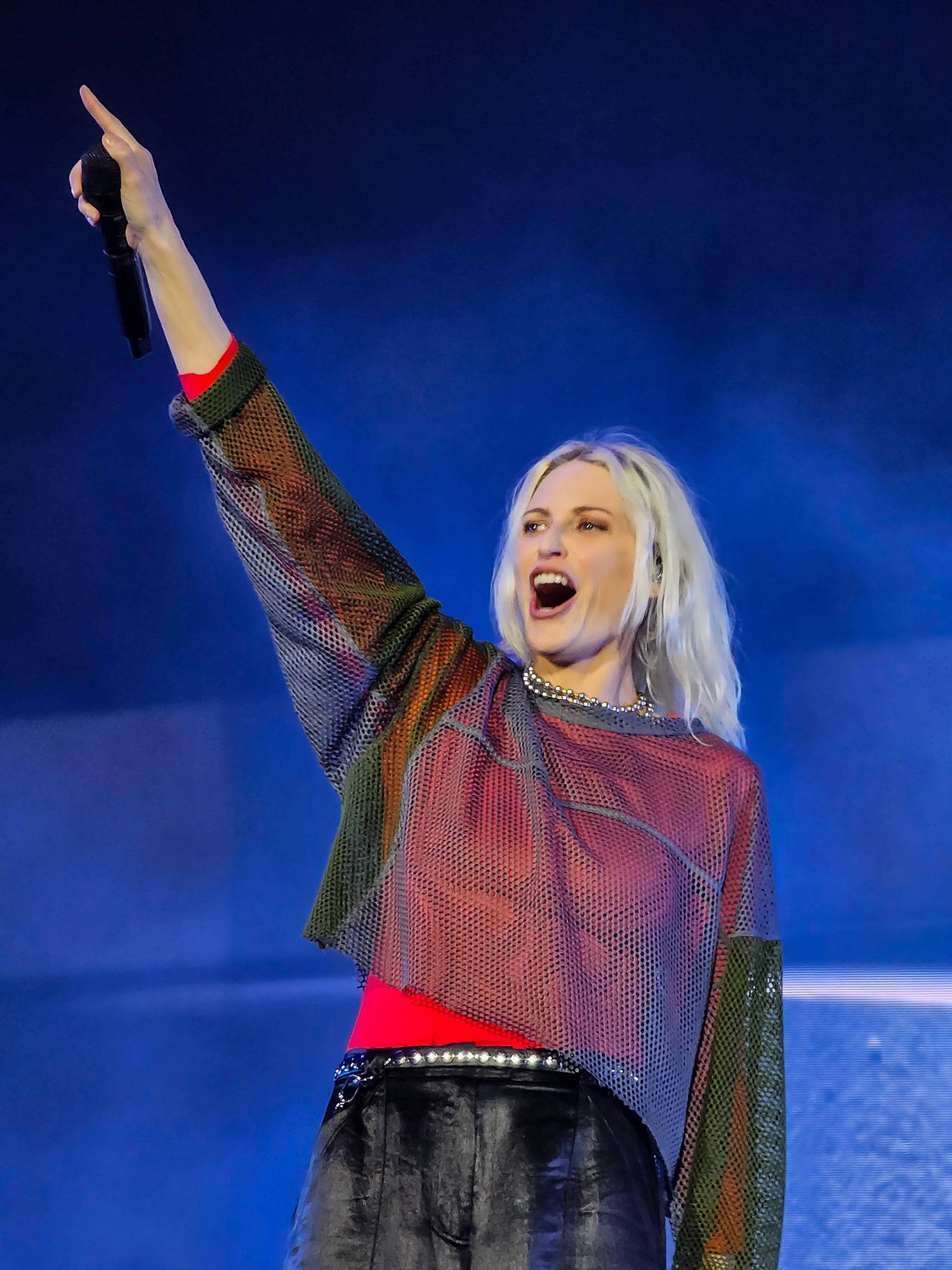
Emily Armstrong (2024)

Emily Armstrong wurde am 6. Mai 1986 in Los Angeles geboren. Sie begann im Alter von elf Jahren Gitarre zu spielen und Lieder zu schreiben. Vier Jahre später begann sie zu singen. Sie verließ die High School ohne Abschluss, um eine Karriere als Musikerin in einer Rockband einzuschlagen. Sie ist Gründungsmitglied der amerikanischen Rockband Dead Sara. Am 5. September 2024 wurde sie als neue Sängerin von Linkin Park vorgestellt.

### Chester Bennington

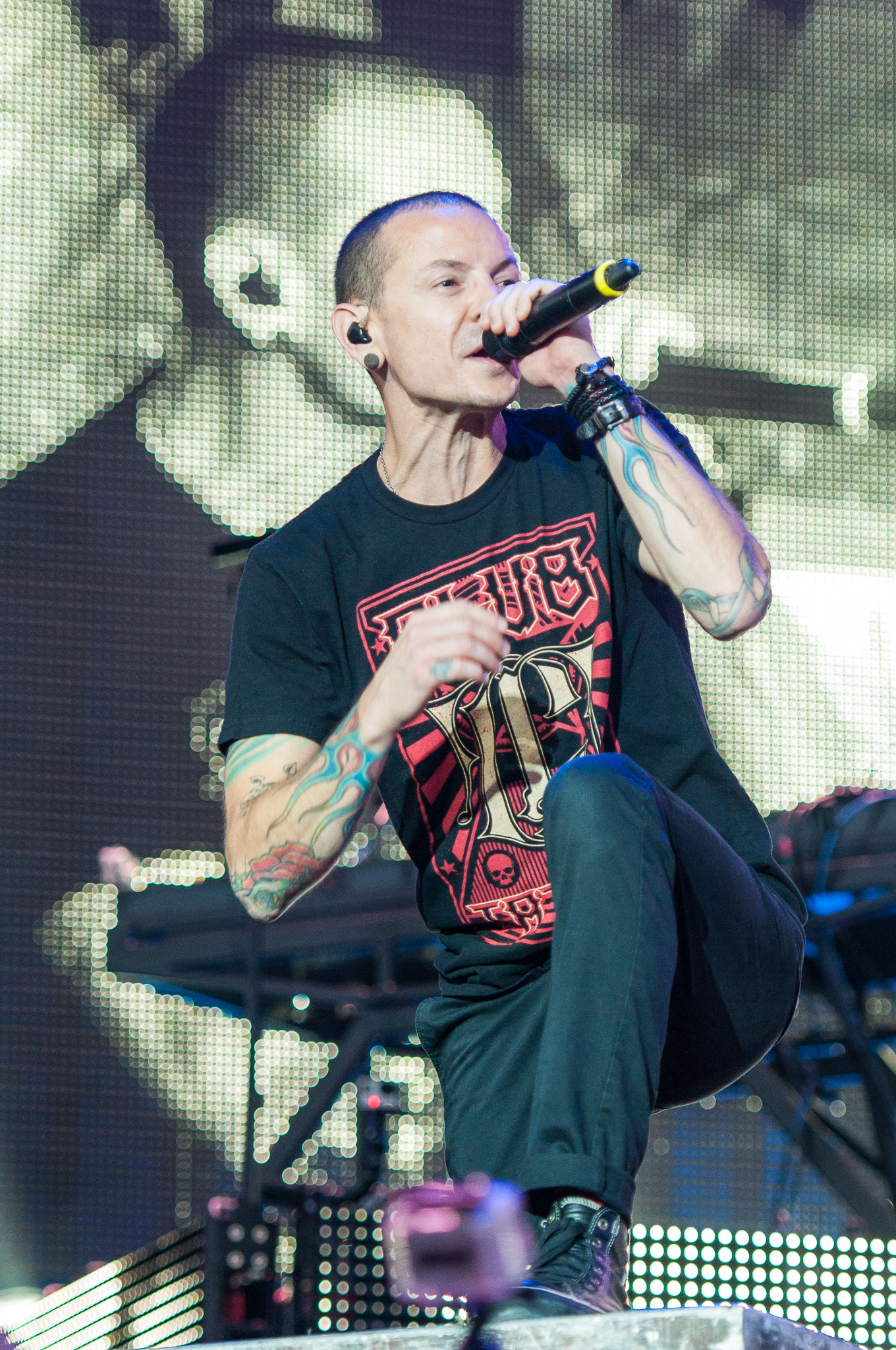
Chester Bennington bei Rock im Park im Jahr 2014

Chester Charles Bennington wurde am 20. März 1976 als Sohn der Krankenschwester Susan Elain Johnson und des Polizisten Lee Russell Bennington in Phoenix (Arizona) geboren. Bennington stieß 1999 zu Linkin Park, als sie noch Xero hießen, nachdem er zuvor bei Grey Daze gesungen hatte. Er gab daraufhin seinen Job als Kellner auf, um sich vollkommen auf die Band konzentrieren zu können.
Chester Bennington war das Aushängeschild von Linkin Park und hatte viele, insbesondere jugendliche Fans.
Bennington wurde am 20. Juli 2017 nach seinem Suizid leblos aufgefunden.

### Rob Bourdon

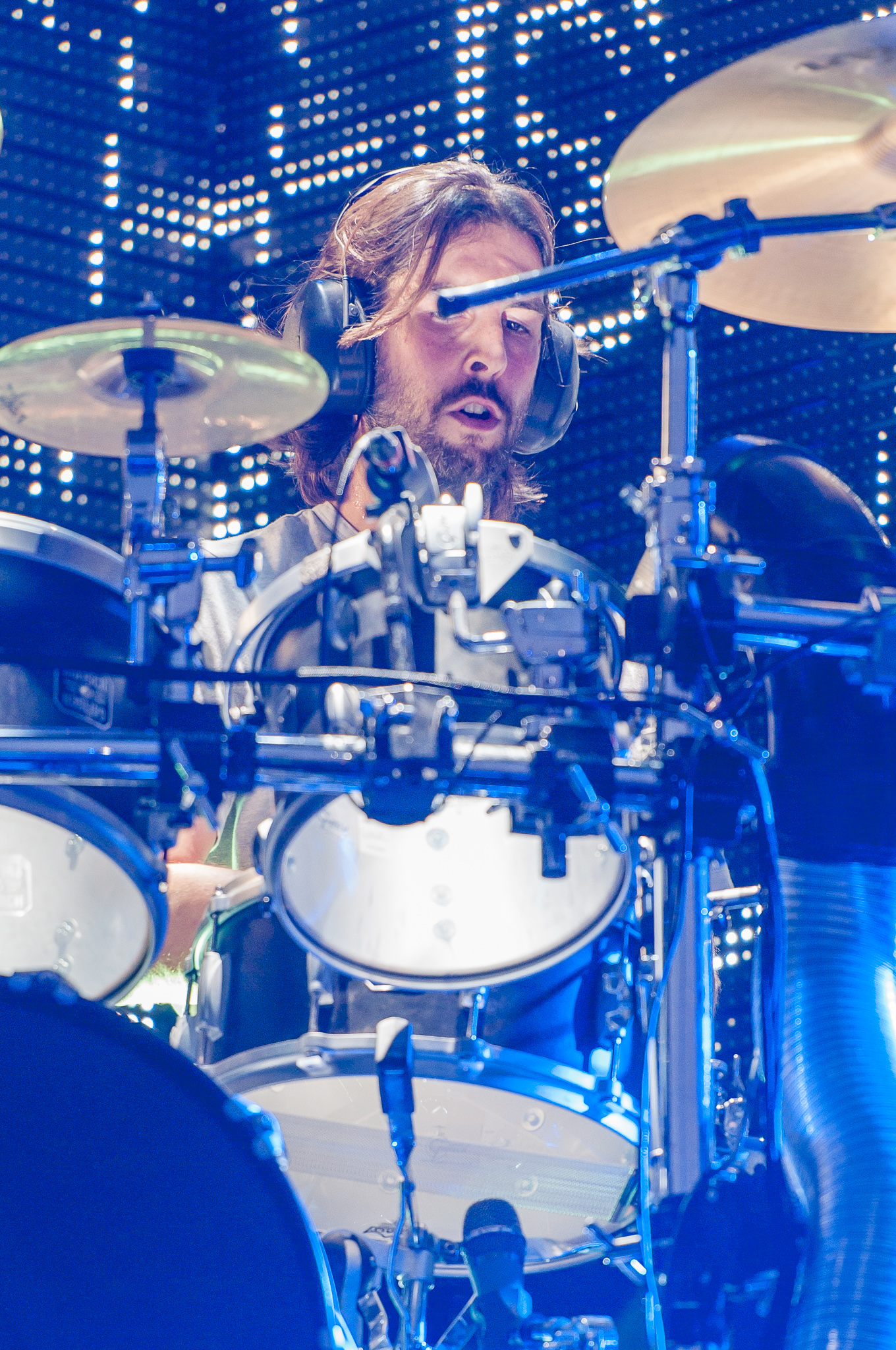
Rob Bourdon bei Rock im Park 2014

Rob Bourdon wurde am 20. Januar 1979 in Calabasas (Kalifornien) unter seinem vollen Namen Robert Gregory Bourdon geboren.
Zum Schlagzeug kam Rob Bourdon aufgrund seiner Begeisterung nach einem Aerosmith-Konzert, das er aus nächster Nähe betrachten durfte. Nebenbei beschäftigt sich Rob Bourdon privat auch mit dem Klavier. Den ersten Kontakt zu einem seiner späteren Bandmitglieder hatte er mit Brad Delson, mit welchem er schon in der Band Relative Degree zusammen spielte.

### Colin Brittain

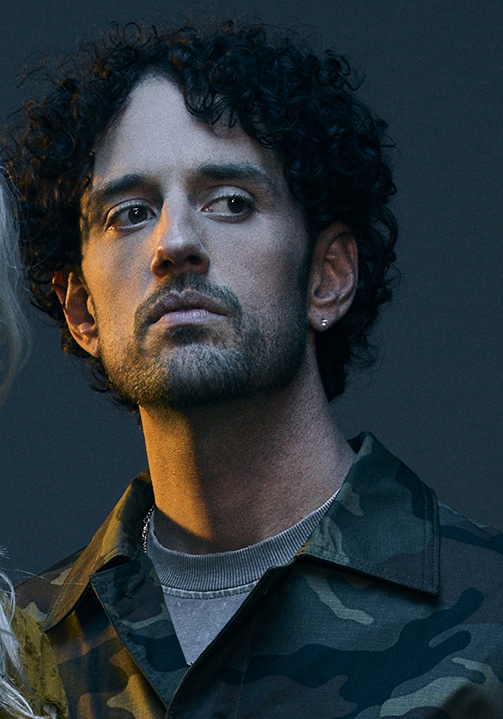
Colin Brittain (2024)

Colin Brittain wurde am 29. Dezember 1986 als Colin Cunningham in Pensacola, Florida geboren und ist ein US-amerikanischer Musiker und Produzent.
Im Zuge seiner Produktionen für die entstehenden Alben von Papa Roach und Sueco traf Brittain 2021 bei einer Songwritingsession erstmals Mike Shinoda. Die beiden arbeiteten in der Folge an Suecos Song Up in Smokesowie Songs für grandson und Bea Miller zusammen. Shinoda lud Brittain zu Sessions von Linkin Park ein, wo nach dem Tod von Chester Bennington und dem – öffentlich nicht bekannten – Ausstieg von Rob Bourdon an neuer Musik gearbeitet wurde. Nach wiederholter gemeinsamer Arbeit mit der Band wurde Brittain im Herbst 2023 als neuer Schlagzeuger und Co-Produzent fixiert. Im September 2024 wurde das neue Line-Up öffentlich bekanntgegeben.

### Brad Delson

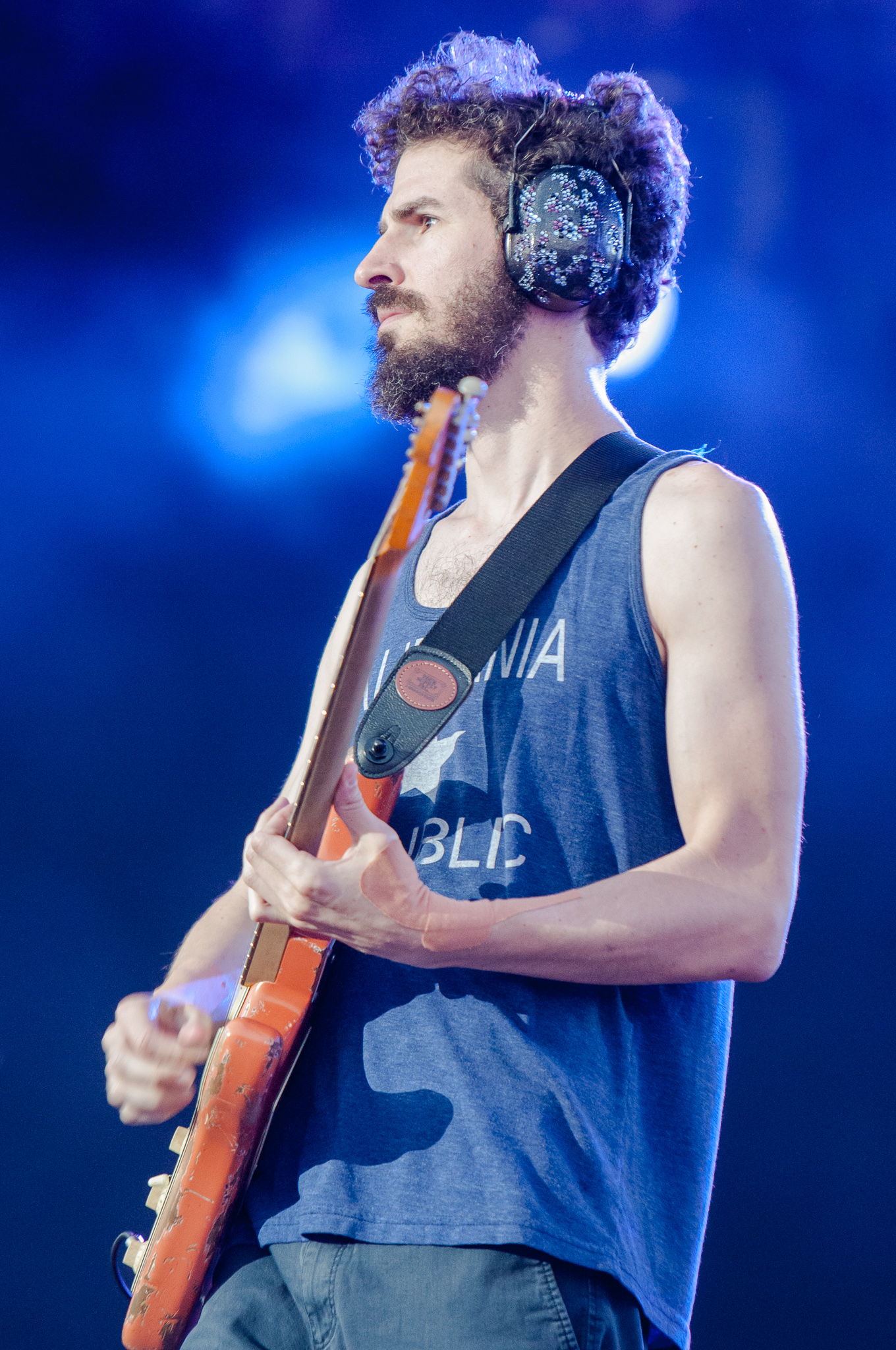
Bred Delson bei Rock im Park 2014

Bradford „Brad“ Phillip Delson wurde am 1. Dezember 1977 in Agoura Hills (Kalifornien) geboren, er wird oft „Big Bad Brad“ oder kurz „BBB“ gerufen. Unter diesem Pseudonym schreibt er auch Autogramme.
Als Markenzeichen in der Band gelten seine voluminösen Kapselgehörschützer, die er bei jedem Konzert trug. Er spielt in der Band die Lead-Gitarre, gelegentlich auch Bass, zusätzlich Hintergrundgesang. Seit dem Comeback 2024 wird er bei Live-Auftritten durch Alex Feder vertreten und konzentriert sich auf das Songwriting und die Studioaufnahmen.
Delson ist – wie auch Rob Bourdon – gläubiger Jude. Delson ist seit September 2003 verheiratet.

### Dave „Phoenix“ Farrell

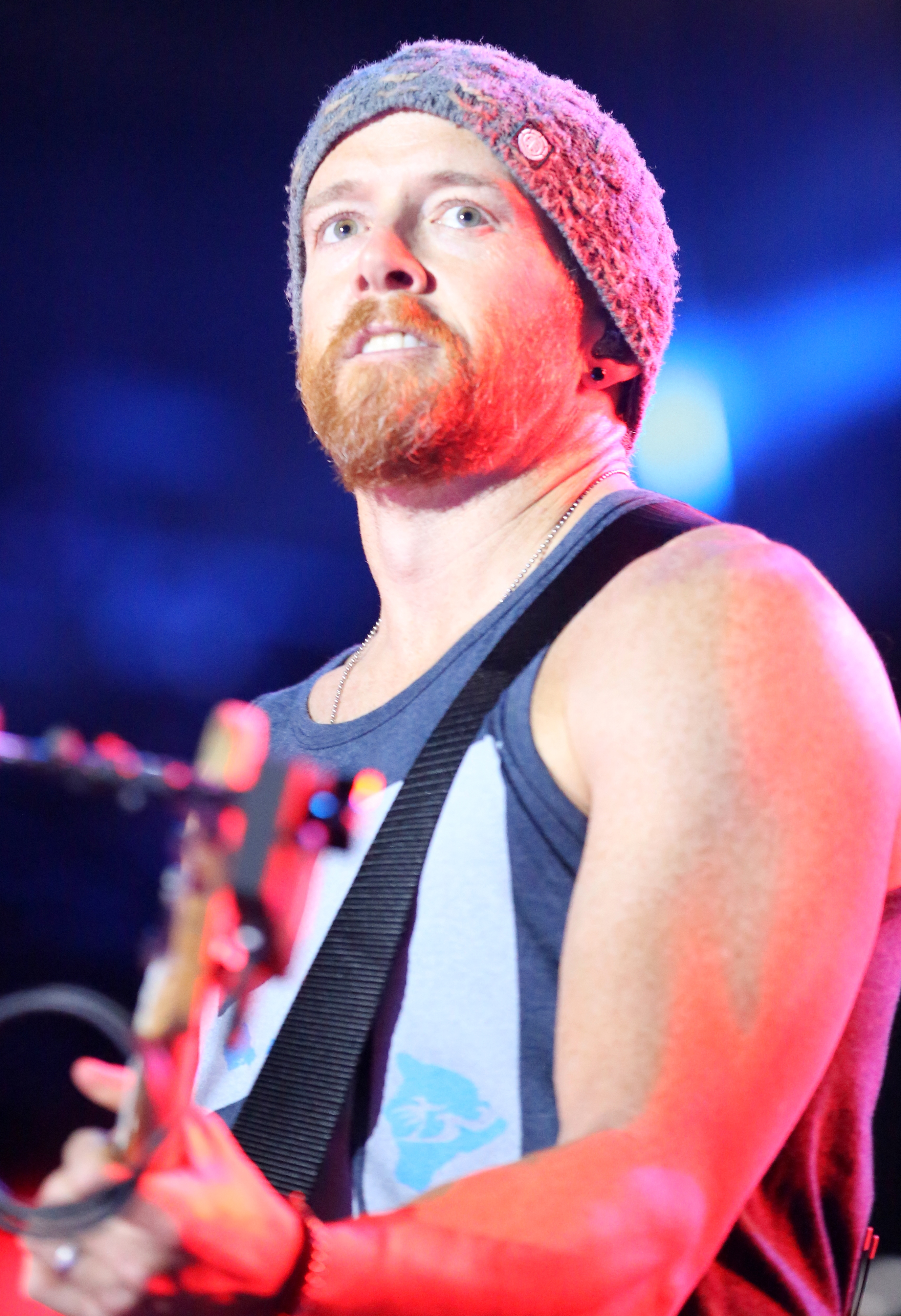
Dave Farrell 2014

David Michael Farrell wurde am 8. Februar 1977 in Plymouth (Massachusetts) geboren, im Alter von fünf Jahren zog er nach Mission Viejo in Kalifornien, wo er später auf die anderen Bandmitglieder traf. Sehr häufig wird Farrells Spitzname „Phoenix“ benutzt.
Farrell spielt bei Linkin Park den Bass, beschäftigt sich in seiner Freizeit aber auch mit Violine, Cello und Gitarre. Seine ersten musikalischen Schritte unternahm er auf der Gitarre, welche ihm von seiner Mutter näher gebracht wurde. Rob Bourdon lernte Dave Farrell im Rahmen seiner ersten Band Tasty Snax kennen.
Auf dem ersten vollen Album Hybrid Theory ist Farrell nicht zu hören und auch auf der CD-Hülle nicht zu sehen, da er zu dieser Zeit sein Studium beendete. Nach einer Tour mit Tasty Snax und der Veröffentlichung des ersten Albums wurde er allerdings wieder Teil der Band und komplettierte sie somit.
Farrell ist seit dem 28. Dezember 2002 verheiratet. Er konvertierte vom Katholizismus zum Protestantismus.

### Joe Hahn

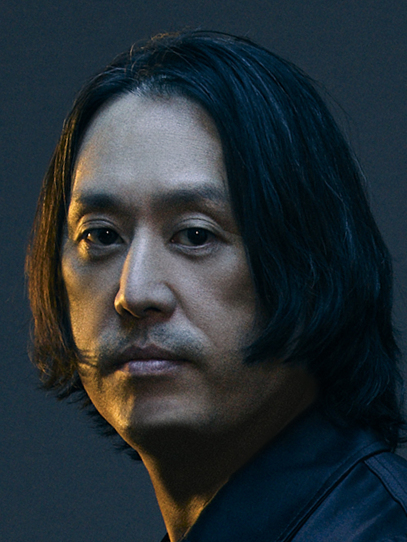
Joe Hahn 2024

Joseph Hahn wurde am 15. März 1977 in Dallas (Texas) geboren, seine Eltern stammen aus Korea. Meist wird er nur „Joe“ genannt, in seiner Funktion als Produzent tritt er als „Mr. Hahn“, auf dem Album Reanimation auch als „Chairman Hahn“ in Erscheinung.
Hahn absolvierte 1995 die Herbert Hoover High School in Glendale. Anschließend studierte er am Art Center College of Design in Pasadena, schloss sein Studium aber nicht ab.
Hahn ist in der Band als DJ tätig und sowohl für Samples als auch Scratches zuständig.
Er führt Regie bei fast allen Videoclips der Band (u. a. In the End, Somewhere I Belong, Numb, Breaking the Habit, What I’ve Done, Shadow of the Day, New Divide, The Catalyst und Burn It Down) und steuerte Spezialeffekte für Akte X und die Dune-Serie bei. Mit der Literaturverfilmung Mall: Wrong Time, Wrong Place, nach dem gleichnamigen Roman von Eric Bogosian, debütierte er 2014 als Regisseur mit einem Langspielfilm.

### Mike Shinoda

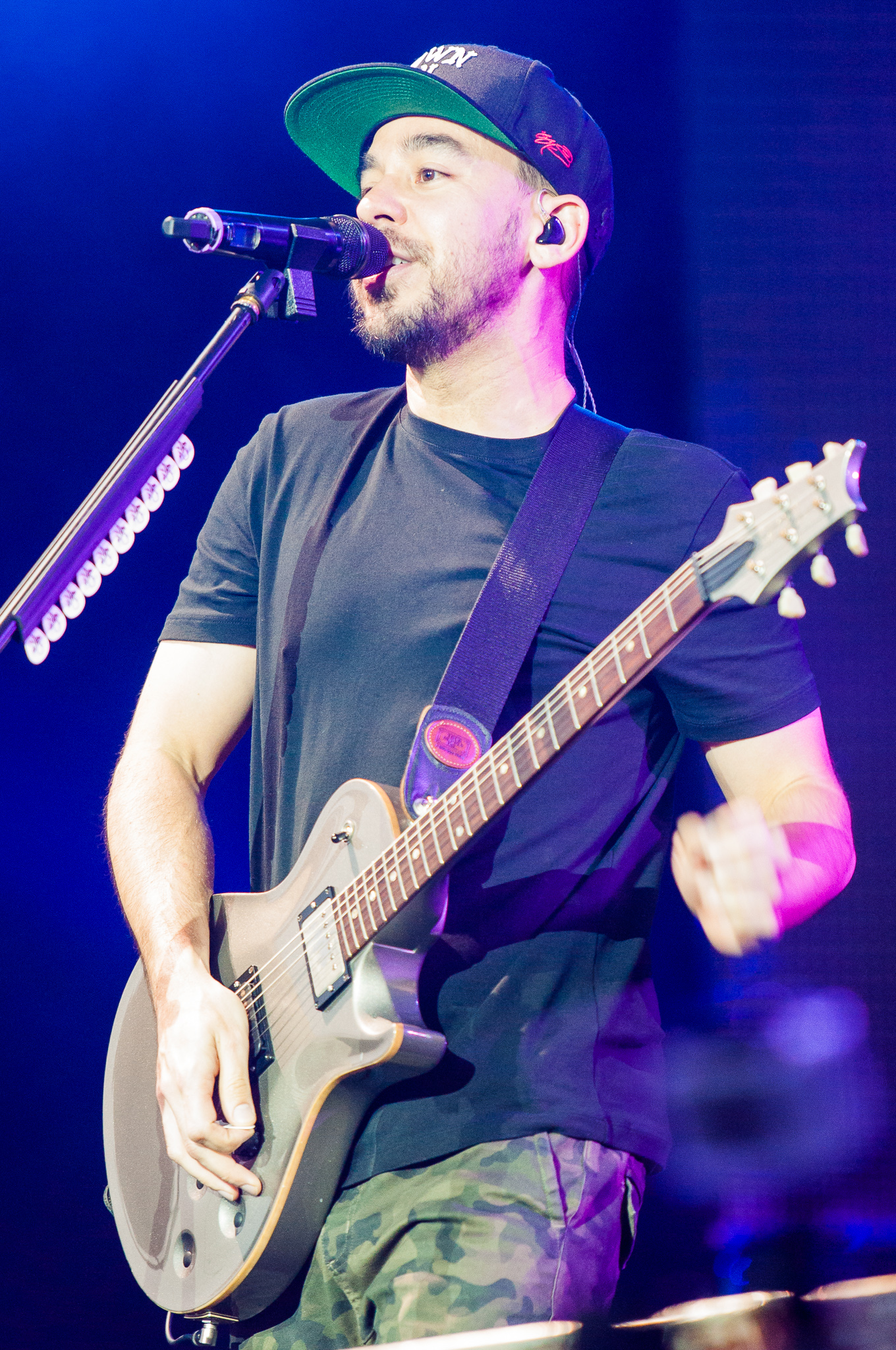
Mike Shinoda bei Rock im Park (2014)

Mike Shinoda wurde am 11. Februar 1977 in Agoura Hills (Kalifornien) geboren. Sein vollständiger Name ist Michael Kenji Shinoda, seine Spitznamen „Shinnizle“ und „The Glue“. Shinodas Mutter ist US-Amerikanerin, sein Vater ist japanischer Abstammung. Nach dem Besuch der heimischen Highschool und des College absolvierte Shinoda ein „Illustration and Graphic Design“-Studium am Art Center College of Design in Pasadena, USA, um anschließend als Grafiker tätig zu sein. Shinoda hat mit The Shinoda Imprint seine eigene kleine Plattenfirma.

## Diskografie
Studioalben

| Jahr | Titel Musiklabel                       | Höchstplatzierung, Gesamtwochen, AuszeichnungChartplatzierungen (Jahr, Titel, Musiklabel, Platzierungen, Wochen, Auszeichnungen, Anmerkungen) | Höchstplatzierung, Gesamtwochen, AuszeichnungChartplatzierungen (Jahr, Titel, Musiklabel, Platzierungen, Wochen, Auszeichnungen, Anmerkungen) | Höchstplatzierung, Gesamtwochen, AuszeichnungChartplatzierungen (Jahr, Titel, Musiklabel, Platzierungen, Wochen, Auszeichnungen, Anmerkungen) | Höchstplatzierung, Gesamtwochen, AuszeichnungChartplatzierungen (Jahr, Titel, Musiklabel, Platzierungen, Wochen, Auszeichnungen, Anmerkungen) | Höchstplatzierung, Gesamtwochen, AuszeichnungChartplatzierungen (Jahr, Titel, Musiklabel, Platzierungen, Wochen, Auszeichnungen, Anmerkungen) | Höchstplatzierung, Gesamtwochen, AuszeichnungChartplatzierungen (Jahr, Titel, Musiklabel, Platzierungen, Wochen, Auszeichnungen, Anmerkungen) | Anmerkungen                                                    |
| Jahr | Titel Musiklabel                       | DE | AT | CH | UK | US | Rock | Anmerkungen                                                    |
| ---- | -------------------------------------- | --- | --- | --- | --- | --- | --- | -------------------------------------------------------------- |
| 2000 | Hybrid Theory Warner Music (WMG)       | DE2 ×3Dreifachplatin · (… Wo.)DE | AT2 Platin · (151 Wo.)AT | CH5 Platin · (131 Wo.)CH | UK4 ×6Sechsfachplatin · (163 Wo.)UK | US2 ×2Diamant + Doppelplatin · (355 Wo.)US | Rock2 (… Wo.)Rock | Erstveröffentlichung: 24. Oktober 2000 Verkäufe: + 32.000.000  |
| 2003 | Meteora Warner Music (WMG)             | DE1 ×5Fünffachplatin · (… Wo.)DE | AT1 Platin · (102 Wo.)AT | CH1 Platin · (103 Wo.)CH | UK1 ×3Dreifachplatin · (53 Wo.)UK | US1 ×8Achtfachplatin · (152 Wo.)US | Rock3 (12 Wo.)Rock | Erstveröffentlichung: 25. März 2003 Verkäufe: + 27.000.000     |
| 2007 | Minutes to Midnight Warner Music (WMG) | DE1 ×7Siebenfachgold · (… Wo.)DE | AT1 ×2Doppelplatin · (81 Wo.)AT | CH1 ×2Doppelplatin · (59 Wo.)CH | UK1 ×2Doppelplatin · (53 Wo.)UK | US1 ×5Fünffachplatin · (98 Wo.)US | Rock1 (82 Wo.)Rock | Erstveröffentlichung: 11. Mai 2007 Verkäufe: + 20.000.000      |
| 2010 | A Thousand Suns Warner Music (WMG)     | DE1 ×3Dreifachgold · (51 Wo.)DE | AT1 Gold · (36 Wo.)AT | CH1 Gold · (48 Wo.)CH | UK2 Platin · (30 Wo.)UK | US1 Platin · (39 Wo.)US | Rock1 (39 Wo.)Rock | Erstveröffentlichung: 10. September 2010 Verkäufe: + 4.000.000 |
| 2012 | Living Things Warner Music (WMG)       | DE1 ×5Fünffachgold · (68 Wo.)DE | AT1 Platin · (42 Wo.)AT | CH1 Platin · (55 Wo.)CH | UK1 Gold · (20 Wo.)UK | US1 Platin · (36 Wo.)US | Rock1 (34 Wo.)Rock | Erstveröffentlichung: 20. Juni 2012 Verkäufe: + 1.987.032      |
| 2014 | The Hunting Party Warner Music (WMG)   | DE1 Platin · (36 Wo.)DE | AT2 Gold · (22 Wo.)AT | CH1 Gold · (25 Wo.)CH | UK2 Gold · (14 Wo.)UK | US3 Platin · (20 Wo.)US | Rock1 (30 Wo.)Rock | Erstveröffentlichung: 13. Juni 2014 Verkäufe: + 1.398.500      |
| 2017 | One More Light Warner Music (WMG)      | DE2 a Gold · (37 Wo.)DE | AT1 b Gold · (21 Wo.)AT | CH1 c (26 Wo.)CH | UK4 Gold · (20 Wo.)UK | US1 Gold · (24 Wo.)US | Rock1 (29 Wo.)Rock | Erstveröffentlichung: 19. Mai 2017 Verkäufe: + 1.336.000       |
| 2024 | From Zero Warner Music (WMG)           | DE1 Platin · (… Wo.)DE | AT1 Platin · (… Wo.)AT | CH1 Gold · (… Wo.)CH | UK1 Gold · (13 Wo.)UK | US2 (9 Wo.)US | Rock1 (… Wo.)Rock | Erstveröffentlichung: 15. November 2024 Verkäufe: + 463.500    |

grau schraffiert: keine Chartdaten aus diesem Jahr verfügbar